# Marikultur

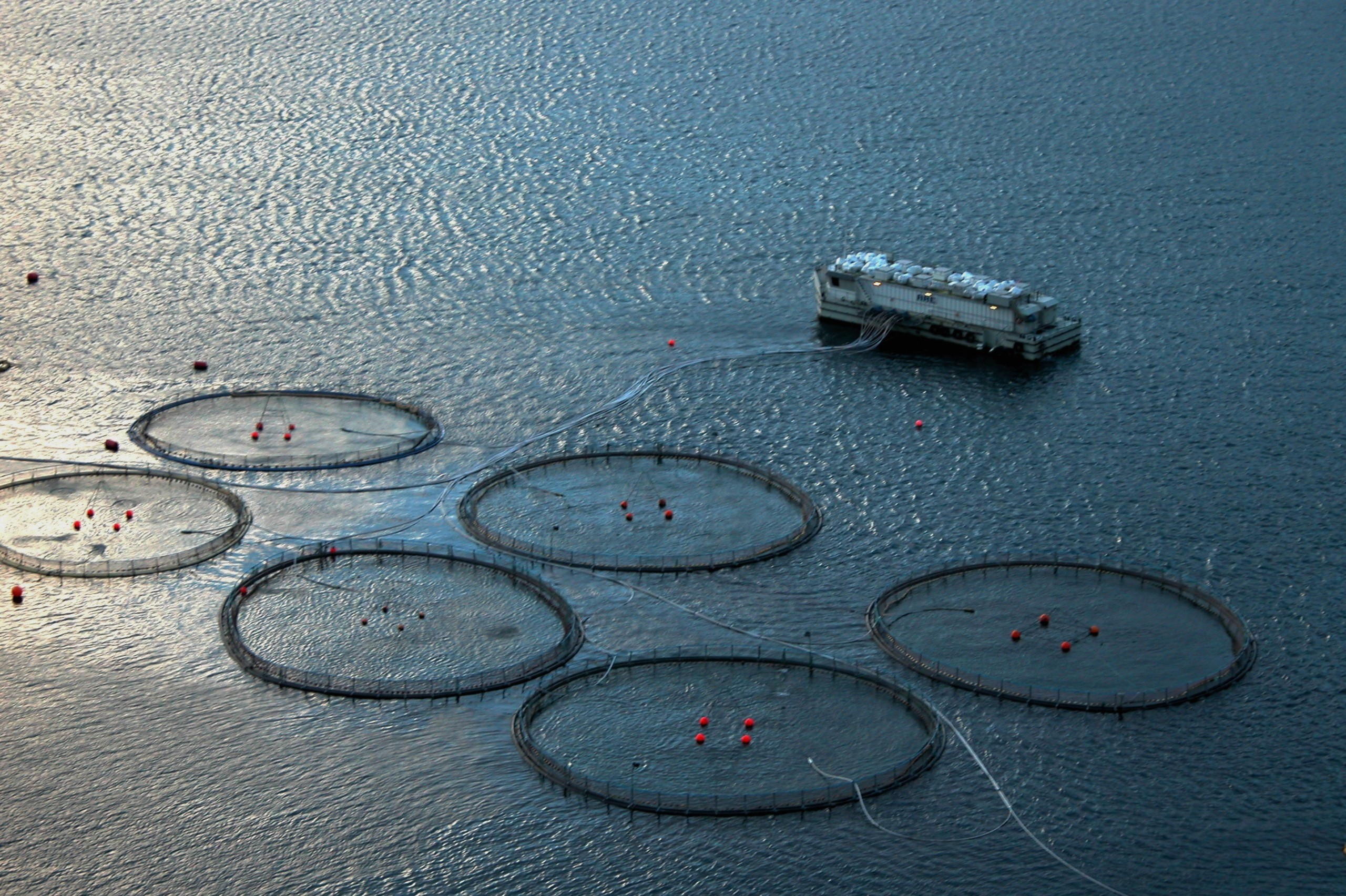
Aqua- bzw. Marikultur zur Aufzucht von Lachs vor Vestmanna/Färöer

Marikultur ist eine Bezeichnung für „Aquakultur im Meer“, das heißt für die kontrollierte Aufzucht von Meerestieren im Meer.

## Grundlagen
Marikultur basiert meistens auf Netzgehegen („Meeresfarmen“), in denen z. B. Lachse aufgezogen werden. Das Gehege kann aber auch entfallen. An dessen Stelle treten dann Schutz bzw. Vermehrungsgrundlage bietende Strukturen, die nicht den Fang erleichtern, sondern sogar punktuell erschweren sollen, zumal es die eindeutige Beziehung zwischen Fertilisationsrate, Fangerfolg und Kostendruck gibt, dem sich die Fischer unterwerfen müssen. Je geringer die Fertilisationsrate der vorkommenden Fische, umso enger wird das Netz der Störpunkte gewoben und umso häufiger müssen Fischer ihre Netze wieder einholen. Die Engmaschigkeit dieser „störenden“ Punkte wird so gewählt, dass die Netze nur von Punkt A nach Punkt B im Schlepptau gehalten werden können, so man Fang und Netz nicht bei diesen verlieren will. Die Kombination von Wind-, Gezeiten- und Strömungskraftwerken mit am Meeresboden verankerten Schutzeinrichtungen ist dabei eine sinnvolle Ergänzung. So lassen sich Fische sehr gut auf Schall konditionieren. Im freien Meer werden nur jene „Punkte“ von Fischen angesteuert, die irgendeine Art Schutz- oder Vermehrungsgrundlage bieten.
Wirtschaftlich bedeutend sind die Aufzucht von verschiedenen Muscheln wie zum Beispiel von Austern und der Miesmuschel ebenso wie die Platzhalte- und Rastfunktion auf entsprechenden Wanderrouten zu den jeweiligen Laichplätzen.
Weitere Gebiete der Marikultur sind die Mikro- und Makroalgen-Produktion zur Fütterung einer Setzlingszucht oder zur Gewinnung von z. B. Agar-Agar.
Marine Permakultur ist eine Form der Marikultur, die die Grundsätze der Permakultur widerspiegelt, indem sie Lebensräume für Algenwälder und andere Ökosysteme in küstennahen und küstenfernen Meeresumgebungen wiederherstellt. Dies ermöglicht eine nachhaltige Ernte von Meeresalgen und Meeresfrüchten und regeneriert gleichzeitig das Leben im Meer.

## Ökologische Probleme
Durch die Marikultur allochthoner Arten, d. h. dem Halten von Lebewesen außerhalb ihrer natürlichen Verbreitung wie z. B. der pazifischen Muscheln Tapes philippinarum (Japanische Teppichmuschel) oder Magallana gigas (Syn.: Crassostrea gigas) (Pazifische Auster) in Europa, werden heimische Arten verdrängt und es ändert sich die Artenzusammensetzung. Solche Verdrängungsprozesse erfolgen in der Regel durch Konkurrenz um Nahrung und Lebensraum, wie in dem Beispiel der Magallana gigas. Letztlich kommt es meist zu einem Rückgang der Artenvielfalt und letztlich auch zu einem Rückgang der Produktion an Biomasse. 
Der Bau neuer Anlagen und der Einsatz schweren Geräts für Saat und Ernte der Muscheln haben ebenfalls beträchtliche Umweltauswirkungen. Die Art des Fischens – z. B. Grundtrawlfischerei, Sauggeräte – führt zu einer allgemeinen Störung des Gleichgewichts und zu einer Veränderung der Meeresböden mit möglichen negativen Auswirkungen auf die als Nahrung der Fische und Wasservögel wichtige Tierwelt des Benthos. Weitere Auswirkungen sind eine allgemeine Gleichgewichtsveränderung des Sedimentationsrhythmus und der chemischen Zusammensetzung der Sedimente. Häufig kommt es durch Fütterung zu einer Verschmutzung und Eutrophierung der Gewässer. 
Durch die Etablierung standortfremder Arten steigt auch die Gefahr der Verschleppung von Parasiten. Durch die intensive Bewirtschaftung – z. B. sind von der japanischen Venusmuschel Tapes oft 2000 Exemplare pro Quadratmeter Meeresboden angesiedelt – kann es zur explosionsartigen Vermehrung der Parasiten kommen. Die komplexen Lebenszyklen der meisten Parasiten beeinflussen auch die Nahrungskette und das gesamte Ökosystem.
Da in vielen Gebieten die Marikultur noch nicht lange betrieben wird, gibt es wenige oder gar keine Untersuchungen über die langfristigen Auswirkungen auf die Ökologie und Wirtschaft der Fischereigebiete.